# Maibritt
Maibritt, (auch: Mai-Britt, Maybrit und May-Britt) ist ein weiblicher Vorname.

## Herkunft und Bedeutung des Namens
Der weibliche Vorname Maibritt ist die eindeutschende Schreibung von schwedisch Majbritt bzw. norwegisch May-Britt, einer Doppelform aus Maj bzw. May, Kurzform von Maja, und Britt bzw. Brit, Kurzform von Birgitta.

## Bekannte Namensträgerinnen
(alle Schreibweisen)
- Maj Britt Andersen (* 1956), norwegische Musikerin und Schauspielerin
- Maybrit Illner (* 1965), deutsche Journalistin, Fernsehmoderatorin und Autorin
- May-Britt Kallenrode (* 1962), deutsche Physikerin, Präsidentin der Universität Hildesheim
- Maj-Britt Kramer (1963–2023), dänische Jazzmusikerin (Piano, Komposition)
- Maibritt Kviesgaard (* 1986), dänische Handballspielerin
- May Britt Lagesen (* 1971), norwegische Politikerin der sozialdemokratischen Partei Arbeiderpartiet (Ap)
- May-Britt Moser (* 1963), norwegische Neurowissenschaftlerin
- Maj-Britt Nilsson (1924–2006), schwedische Schauspielerin
- May-Britt Öhman (* 1966), schwedische Technikwissenschaftlerin, Historikerin und Geschlechterforscherin
- Maibritt Saerens (* 1970), dänische Schauspielerin
- May Britt Våland (* 1968), norwegische Radrennfahrerin und Radsporttrainerin

Künstlername
- May Britt (* 1933; eigentlich Maybritt Wilkens), eine ehemalige schwedische Schauspielerin
- Maibritt (Singer-Songwriterin) (* 2002), österreichische Sängerin und Songwriterin

Künstlername
- May Britt (* 1933; eigentlich Maybritt Wilkens), eine ehemalige schwedische Schauspielerin
- Maibritt (Singer-Songwriterin) (* 2002), österreichische Sängerin und Songwriterin